# Zircon Point
Der Zircon Point ist eine kleine Landspitze an der Küste des ostantarktischen Enderbylands. Sie ragt in den südlichen Teil der Khmara Bay hinein.
Das Antarctic Names Committee of Australia benannte sie 1983 nach den hier im Pegmatitgestein verbreiteten Zirkonen. Der Pegmatit ist auch Typlokalität des sehr seltenen Minerals Khmaralith.